# Dorfener Bierkrieg
Als Dorfener Bierkrieg (kurz: Bierkrieg) bezeichnet man die mit der Bierpreiserhöhung im Jahre 1910 verbundenen Ausschreitungen und Brandstiftungen in Dorfen, einer Stadt im oberbayerischen Landkreis Erding.

## Ablauf
Nach der Verabschiedung des Malzzuschlagsgesetzes, welches eine erhöhte Besteuerung von Bier vorsah, sahen sich die Bierbrauer gezwungen, den Preis einer Maß Bier von 24 auf 26 Pfennig zu erhöhen. In der Bevölkerung breitete sich rasch Zorn über diese Preissteigerung aus, was dazu führte, dass die Brauereien das Bier vorübergehend für den ursprünglichen Preis von 24 Pfennig pro Liter verkauften. Bei einer Konferenz in Mühldorf am Inn wurde beschlossen, den neuen Preis fortan im Königreich Bayern zu etablieren. Die Dorfener Bürger reagierten mit einem Bierboykott, was dazu führte, dass die Brauerei Bachmayer ihre Ware teilweise wegschütten musste. Außerdem gingen vermehrt Drohbriefe bei Dorfener Brauereien und Gasthäusern ein. An dem erhöhten Bierpreis wurde trotz drohender Verluste festgehalten.

## Brände in Dorfen
Am 5. Juni 1910 wurden die Freiwillige Feuerwehr in Dorfen und zahlreiche andere Wehren der Umgebung aufgrund von Bränden in Dorfen alarmiert. In Flammen standen unter anderem die Gaststätte Soafa der Wailtl-Brauerei und der Jakobmayer. Trotz großer Anstrengungen auf Seiten der Feuerwehren konnte ein Übergreifen auf benachbarte Gebäude nicht verhindert werden, sodass sieben Gebäude zerstört wurden. Während und nach den Löscharbeiten wurde den Feuerwehrleuten Freibier von Anwohnern und Bauern zur Verfügung gestellt, was unter anderem dazu führte, dass es in der Nacht zu Krawallen und Landfriedensbrüchen kam. Erst nachdem die Brauerei Bachmayer erklärte, den Bierpreis wieder auf 24 Pfennig pro Liter zu reduzieren, war es der Gendarmerie möglich, die Lage in Dorfen wieder zu beruhigen.

## Juristische Folgen
In den Folgetagen des Bierkriegs wurden 25 Personen verhaftet und dem Kgl. Bayr. Landgericht München vorgeführt. Am 14. Dezember verhängte das Gericht für drei Angeklagte Gefängnisstrafen von jeweils 15, 9 und 4 Monaten. Die restlichen 21 Angeklagten bekamen Haftstrafen von insgesamt 72 Monaten.

## Kulturelle Rezeption
Der Dorfener Bierkrieg wurde 1995, 1999 und 2010 als Festspiel thematisiert. Dazu wurde ein Theaterstück erarbeitet, welches mit Hilfe von Sponsoren im Juli in der Dorfener Altstadt aufgeführt wurde. Für diese Festspiele schlüpfen Dorfener Bürger in die Rollen der damaligen Bewohner.
Ein offensichtlich an den Dorfener Bierkrieg angelehnter „Geisbacher Bierkrawall“ wird in der zweiten Folge der Fernsehserie Kgl. Bayr. Amtsgericht verhandelt.